# Selección de fútbol amateur de Colombia
La Selección de fútbol amateur de Colombia también llamada Selección Olímpica o Amateur, era el representativo del país en las competencias amateur (jugadores no profesionales) de fútbol. Su organización estuvo a cargo de la Federación Colombiana de Fútbol (FCF) y el Comité Olímpico Colombiano. Desde 1960 hasta 1988 participó en la Clasificación Olímpica. El equipo era el representante de Colombia en los Juegos Bolivarianos, Centroamericanos y del Caribe y Panamericanos hasta que las categorías juveniles (Sub-17, Sub-20 y Sub-23) empezaron a participar de estas competiciones haciendo innecesaria la conformación de esta selección; por consiguiente, fue disuelta por la FCF.
Logró clasificar a los Torneos Olímpicos en México 1968, Múnich 1972 y Moscú 1980 sin lograr superar la primera fase en ningún evento, entre sus destacadas conquistas figura la medalla de plata lograda en los VI Juegos Panamericanos de Cali. Desde 1992, las selecciones amateur desaparecieron como representación en el torneo olímpico de fútbol tomando su lugar la categoría la sub-23.

## Historia
El combinado amateur de Colombia hizo su primera aparición en 1950 en los VI Juegos Centroamericanos y del Caribe disputados en Ciudad de Guatemala sin lograr superar la primera fase rematando última del grupo con apenas una victoria y 2 derrotas, más tarde en 1951 una representación nacional integrada netamente por los jugadores y cuerpo técnico de la Selección amateur del Valle del Cauca obtendría para Colombia su segundo título oficial y el primero en el marco de los III Juegos Bolivarianos en Caracas derrotando inicialmente a Perú (1-0) cayendo luego ante Panamá (1-2) para después obtener 2 victorias contra Ecuador y Venezuela ambas por (2-1), y así terminar colgándose la Medalla de oro Bolivariana.
En 1968 la selección logró la clasificación por primera vez a los Juegos Olímpicos donde no logró superar la primera fase, sin embargo derrotó al poderoso equipo francés, cuatro años más tarde repite clasificación a las olimpiadas de Múnich y de nuevo se queda en primera ronda solo superando a Ghana por 3-1 y cayendo con las poderosas Polonia y Alemania Democrática; un año antes la selección obtuvo la medalla de plata en los Juegos Panamericanos celebrados en Cali tras quedar segunda en el hexagonal final detrás de Argentina.
luego de varios años sin éxitos relevantes en 1980 se clasifica por tercera vez a la Olimpiada de Moscú logrando una victoria ante Nigeria, empate con Kuwait y una derrota con Checoslovaquia que lo dejó fuera de la segunda ronda, a finales de la década de los 80 el equipo dejó de competir siendo reemplazado en las competiciones por Selecciones Sub-23, Sub-20 y Sub-17 en las diversas competiciones oficiales.

## Estadísticas

### Juegos Panamericanos
| Buenos Aires 1951   | Sin participación | Sin participación | Sin participación | Sin participación | Sin participación | Sin participación | Sin participación | Sin participación | Sin participación | Sin participación |         |         |         |         |         |         |         |         |
| México 1955         | Sin participación | Sin participación | Sin participación | Sin participación | Sin participación | Sin participación | Sin participación | Sin participación | Sin participación | Sin participación |         |         |         |         |         |         |         |         |
| Chicago 1959        | Sin participación | Sin participación | Sin participación | Sin participación | Sin participación | Sin participación | Sin participación | Sin participación | Sin participación | Sin participación |         |         |         |         |         |         |         |         |
| São Paulo 1963      | Sin participación | Sin participación | Sin participación | Sin participación | Sin participación | Sin participación | Sin participación | Sin participación | Sin participación | Sin participación |         |         |         |         |         |         |         |         |
| Winnipeg 1967       | Primera fase      | 7.º               | 3                 | 0                 | 0                 | 3                 | 2                 | 13                | -11               | Amateur           | Amateur | Amateur | Amateur | Amateur | Amateur | Amateur | Amateur | Amateur |
| Cali 1971           | Medalla de plata  | 2.º               | 8                 | 5                 | 2                 | 1                 | 21                | 7                 | 14                | Amateur           | Amateur | Amateur | Amateur | Amateur | Amateur | Amateur | Amateur | Amateur |
| México 1975         | Sin participación | Sin participación | Sin participación | Sin participación | Sin participación | Sin participación | Sin participación | Sin participación | Sin participación | Sin participación |         |         |         |         |         |         |         |         |
| San Juan 1979       | Sin participación | Sin participación | Sin participación | Sin participación | Sin participación | Sin participación | Sin participación | Sin participación | Sin participación | Sin participación |         |         |         |         |         |         |         |         |
| Caracas 1983        | Sin participación | Sin participación | Sin participación | Sin participación | Sin participación | Sin participación | Sin participación | Sin participación | Sin participación | Sin participación |         |         |         |         |         |         |         |         |
| Indianápolis 1987   | Primera fase      | 10.º              | 3                 | 0                 | 1                 | 2                 | 1                 | 4                 | -3                | Amateur           | Amateur | Amateur | Amateur | Amateur | Amateur | Amateur | Amateur | Amateur |
| La Habana 1991      | Sin participación | Sin participación | Sin participación | Sin participación | Sin participación | Sin participación | Sin participación | Sin participación | Sin participación | Sin participación |         |         |         |         |         |         |         |         |
| Mar del Plata 1995  | Medalla de bronce | 3.º               | 6                 | 4                 | 0                 | 2                 | 13                | 5                 | 8                 | Sub-23            | Sub-23  | Sub-23  | Sub-23  | Sub-23  | Sub-23  | Sub-23  | Sub-23  | Sub-23  |
| Winnipeg 1999       | Sin participación | Sin participación | Sin participación | Sin participación | Sin participación | Sin participación | Sin participación | Sin participación | Sin participación | Sin participación |         |         |         |         |         |         |         |         |
| Santo Domingo 2003  | Cuarto lugar      | 4.º               | 5                 | 2                 | 1                 | 2                 | 6                 | 7                 | -1                | Sub-20            | Sub-20  | Sub-20  | Sub-20  | Sub-20  | Sub-20  | Sub-20  | Sub-20  | Sub-20  |
| Río de Janeiro 2007 | Primera fase      | 6.º               | 3                 | 1                 | 1                 | 1                 | 1                 | 1                 | 0                 | Sub-17            | Sub-17  | Sub-17  | Sub-17  | Sub-17  | Sub-17  | Sub-17  | Sub-17  | Sub-17  |
| Guadalajara 2011    | Sin participación | Sin participación | Sin participación | Sin participación | Sin participación | Sin participación | Sin participación | Sin participación | Sin participación | Sin participación |         |         |         |         |         |         |         |         |
| Toronto 2015        | Sin participación | Sin participación | Sin participación | Sin participación | Sin participación | Sin participación | Sin participación | Sin participación | Sin participación | Sin participación |         |         |         |         |         |         |         |         |
| Lima 2019           | Por definir       | Por definir       | Por definir       | Por definir       | Por definir       | Por definir       | Por definir       | Por definir       | Por definir       | Por definir       |         |         |         |         |         |         |         |         |
| Total               | 6/16              | 7°                | 28                | 12                | 5                 | 11                | 44                | 37                | 7                 | Amateur           |         |         |         |         |         |         |         |         |

### Juegos Suramericanos
| La Paz 1978         | Sin participación             | Sin participación             | Sin participación             | Sin participación             | Sin participación             | Sin participación             | Sin participación             | Sin participación             | Sin participación             | Sin participación             |        |        |        |        |        |        |        |        |
| Rosario 1982        | Sin participación             | Sin participación             | Sin participación             | Sin participación             | Sin participación             | Sin participación             | Sin participación             | Sin participación             | Sin participación             | Sin participación             |        |        |        |        |        |        |        |        |
| Santiago 1986       | Medalla de plata              | 2°                            | 5                             | 2                             | 1                             | 2                             | 7                             | 8                             | -1                            | Sub-19                        | Sub-19 | Sub-19 | Sub-19 | Sub-19 | Sub-19 | Sub-19 | Sub-19 | Sub-19 |
| Lima 1990           | Medalla de bronce             | 3°                            | 2                             | 0                             | 1                             | 1                             | 2                             | 3                             | -1                            | Sub-20                        | Sub-20 | Sub-20 | Sub-20 | Sub-20 | Sub-20 | Sub-20 | Sub-20 | Sub-20 |
| Valencia 1994       | Medalla de oro                | 1°                            | 3                             | 3                             | 0                             | 0                             | 10                            | 0                             | 10                            | Sub-17                        | Sub-17 | Sub-17 | Sub-17 | Sub-17 | Sub-17 | Sub-17 | Sub-17 | Sub-17 |
| Cuenca 1998         | No hubo competición de fútbol | No hubo competición de fútbol | No hubo competición de fútbol | No hubo competición de fútbol | No hubo competición de fútbol | No hubo competición de fútbol | No hubo competición de fútbol | No hubo competición de fútbol | No hubo competición de fútbol | No hubo competición de fútbol |        |        |        |        |        |        |        |        |
| Río de Janeiro 2002 | No hubo competición de fútbol | No hubo competición de fútbol | No hubo competición de fútbol | No hubo competición de fútbol | No hubo competición de fútbol | No hubo competición de fútbol | No hubo competición de fútbol | No hubo competición de fútbol | No hubo competición de fútbol | No hubo competición de fútbol |        |        |        |        |        |        |        |        |
| Buenos Aires 2006   | No hubo competición de fútbol | No hubo competición de fútbol | No hubo competición de fútbol | No hubo competición de fútbol | No hubo competición de fútbol | No hubo competición de fútbol | No hubo competición de fútbol | No hubo competición de fútbol | No hubo competición de fútbol | No hubo competición de fútbol |        |        |        |        |        |        |        |        |
| Medellín 2010       | Medalla de oro                | 1°                            | 3                             | 3                             | 0                             | 0                             | 7                             | 1                             | 6                             | Sub-17                        | Sub-17 | Sub-17 | Sub-17 | Sub-17 | Sub-17 | Sub-17 | Sub-17 | Sub-17 |
| Santiago 2014       | Medalla de oro                | 1°                            | 4                             | 3                             | 0                             | 1                             | 10                            | 6                             | 4                             | Sub-17                        | Sub-17 | Sub-17 | Sub-17 | Sub-17 | Sub-17 | Sub-17 | Sub-17 | Sub-17 |
| Cochabamba 2018     | Medalla de bronce             | 3°                            | 5                             | 4                             | 1                             | 0                             | 7                             | 2                             | +5                            | Sub-20                        | Sub-20 | Sub-20 | Sub-20 | Sub-20 | Sub-20 | Sub-20 | Sub-20 | Sub-20 |
| Total               | 5/7                           | 1°                            | 22                            | 15                            | 3                             | 4                             | 43                            | 20                            | 23                            | Amateur                       |        |        |        |        |        |        |        |        |

### Juegos Centroamericanos y del Caribe
| México 1926           | No hubo competición de fútbol | No hubo competición de fútbol | No hubo competición de fútbol | No hubo competición de fútbol | No hubo competición de fútbol | No hubo competición de fútbol | No hubo competición de fútbol | No hubo competición de fútbol | No hubo competición de fútbol | No hubo competición de fútbol |          |          |          |          |          |          |          |          |
| La Habana 1930        | Sin participación             | Sin participación             | Sin participación             | Sin participación             | Sin participación             | Sin participación             | Sin participación             | Sin participación             | Sin participación             | Sin participación             |          |          |          |          |          |          |          |          |
| San Salvador 1935     | Sin participación             | Sin participación             | Sin participación             | Sin participación             | Sin participación             | Sin participación             | Sin participación             | Sin participación             | Sin participación             | Sin participación             |          |          |          |          |          |          |          |          |
| Panamá 1938           | Medalla de bronce             | 3°                            | 5                             | 2                             | 0                             | 3                             | 7                             | 19                            | -12                           | Absoluta                      | Absoluta | Absoluta | Absoluta | Absoluta | Absoluta | Absoluta | Absoluta | Absoluta |
| Barranquilla 1946     | Medalla de oro                | 1°                            | 6                             | 6                             | 0                             | 0                             | 20                            | 7                             | 13                            | Absoluta                      | Absoluta | Absoluta | Absoluta | Absoluta | Absoluta | Absoluta | Absoluta | Absoluta |
| Guatemala 1950        | Primera fase                  | 6°                            | 3                             | 1                             | 0                             | 2                             | 5                             | 6                             | -1                            | Amateur                       | Amateur  | Amateur  | Amateur  | Amateur  | Amateur  | Amateur  | Amateur  | Amateur  |
| México 1954           | Medalla de bronce             | 3°                            | 4                             | 2                             | 1                             | 1                             | 6                             | 5                             | 1                             | Amateur                       | Amateur  | Amateur  | Amateur  | Amateur  | Amateur  | Amateur  | Amateur  | Amateur  |
| Caracas 1959          | Sin participación             | Sin participación             | Sin participación             | Sin participación             | Sin participación             | Sin participación             | Sin participación             | Sin participación             | Sin participación             | Sin participación             |          |          |          |          |          |          |          |          |
| Kingston 1962         | Sin participación             | Sin participación             | Sin participación             | Sin participación             | Sin participación             | Sin participación             | Sin participación             | Sin participación             | Sin participación             | Sin participación             |          |          |          |          |          |          |          |          |
| San Juan 1966         | Sin participación             | Sin participación             | Sin participación             | Sin participación             | Sin participación             | Sin participación             | Sin participación             | Sin participación             | Sin participación             | Sin participación             |          |          |          |          |          |          |          |          |
| Panamá 1970           | Medalla de bronce             | Descalificado                 | 5                             | 5                             | 0                             | 0                             | 16                            | 3                             | 12                            | Amateur                       | Amateur  | Amateur  | Amateur  | Amateur  | Amateur  | Amateur  | Amateur  | Amateur  |
| Santo Domingo 1974    | Sin participación             | Sin participación             | Sin participación             | Sin participación             | Sin participación             | Sin participación             | Sin participación             | Sin participación             | Sin participación             | Sin participación             |          |          |          |          |          |          |          |          |
| Medellín 1978         | Primera fase                  | Descalificado                 | 3                             | 2                             | 1                             | 0                             | 10                            | 2                             | 8                             | Amateur                       | Amateur  | Amateur  | Amateur  | Amateur  | Amateur  | Amateur  | Amateur  | Amateur  |
| La Habana 1982        | Sin participación             | Sin participación             | Sin participación             | Sin participación             | Sin participación             | Sin participación             | Sin participación             | Sin participación             | Sin participación             | Sin participación             |          |          |          |          |          |          |          |          |
| Santiago 1986         | Sin participación             | Sin participación             | Sin participación             | Sin participación             | Sin participación             | Sin participación             | Sin participación             | Sin participación             | Sin participación             | Sin participación             |          |          |          |          |          |          |          |          |
| México 1990           | Sin participación             | Sin participación             | Sin participación             | Sin participación             | Sin participación             | Sin participación             | Sin participación             | Sin participación             | Sin participación             | Sin participación             |          |          |          |          |          |          |          |          |
| Ponce 1993            | Primera fase                  | 6°                            | 4                             | 1                             | 2                             | 1                             | 8                             | 6                             | 2                             | Sub-20                        | Sub-20   | Sub-20   | Sub-20   | Sub-20   | Sub-20   | Sub-20   | Sub-20   | Sub-20   |
| Maracaibo 1998        | Cuartos de final              | 6°                            | 4                             | 1                             | 0                             | 3                             | 5                             | 9                             | -4                            | Sub-21                        | Sub-21   | Sub-21   | Sub-21   | Sub-21   | Sub-21   | Sub-21   | Sub-21   | Sub-21   |
| San Salvador 2002     | Primera fase                  | 9°                            | 2                             | 1                             | 0                             | 1                             | 1                             | 1                             | 0                             | Sub-21                        | Sub-21   | Sub-21   | Sub-21   | Sub-21   | Sub-21   | Sub-21   | Sub-21   | Sub-21   |
| Cartagena 2006        | Medalla de oro                | 1°                            | 5                             | 5                             | 0                             | 0                             | 18                            | 2                             | 16                            | Sub-21                        | Sub-21   | Sub-21   | Sub-21   | Sub-21   | Sub-21   | Sub-21   | Sub-21   | Sub-21   |
| Mayagüez 2010         | No hubo competición de fútbol | No hubo competición de fútbol | No hubo competición de fútbol | No hubo competición de fútbol | No hubo competición de fútbol | No hubo competición de fútbol | No hubo competición de fútbol | No hubo competición de fútbol | No hubo competición de fútbol | No hubo competición de fútbol |          |          |          |          |          |          |          |          |
| Veracruz 2014         | Sin participación             | Sin participación             | Sin participación             | Sin participación             | Sin participación             | Sin participación             | Sin participación             | Sin participación             | Sin participación             | Sin participación             |          |          |          |          |          |          |          |          |
| Barranquilla 2018     | Medalla de oro                | 1°                            | 5                             | 4                             | 1                             | 0                             | 12                            | 4                             | 8                             | Sub-21                        | Sub-21   | Sub-21   | Sub-21   | Sub-21   | Sub-21   | Sub-21   | Sub-21   | Sub-21   |
| Ciudad de Panamá 2022 | Por definir                   | Por definir                   | Por definir                   | Por definir                   | Por definir                   | Por definir                   | Por definir                   | Por definir                   | Por definir                   | Por definir                   |          |          |          |          |          |          |          |          |
| Total                 | 11/21                         | 3°                            | 46                            | 30                            | 5                             | 11                            | 108                           | 64                            | 43                            | Amateur                       |          |          |          |          |          |          |          |          |

### Juegos Bolivarianos
| Bogotá 1938       | Primera fase                  | 4°                            | 4                             | 1                             | 0                             | 3                             | 6                             | 8                             | -2                            | Absoluta                      | Absoluta | Absoluta | Absoluta | Absoluta | Absoluta | Absoluta | Absoluta | Absoluta |
| Lima 1947         | Sin participación             | Sin participación             | Sin participación             | Sin participación             | Sin participación             | Sin participación             | Sin participación             | Sin participación             | Sin participación             | Sin participación             |          |          |          |          |          |          |          |          |
| Caracas 1951      | Medalla de oro                | 1°                            | 4                             | 3                             | 0                             | 1                             | 6                             | 4                             | 2                             | Amateur                       | Amateur  | Amateur  | Amateur  | Amateur  | Amateur  | Amateur  | Amateur  | Amateur  |
| Barranquilla 1961 | Medalla de plata              | 2°                            | 6                             | 3                             | 1                             | 2                             | 8                             | 8                             | 0                             | Amateur                       | Amateur  | Amateur  | Amateur  | Amateur  | Amateur  | Amateur  | Amateur  | Amateur  |
| Quito 1965        | Sin participación             | Sin participación             | Sin participación             | Sin participación             | Sin participación             | Sin participación             | Sin participación             | Sin participación             | Sin participación             | Sin participación             |          |          |          |          |          |          |          |          |
| Maracaibo 1970    | Sin participación             | Sin participación             | Sin participación             | Sin participación             | Sin participación             | Sin participación             | Sin participación             | Sin participación             | Sin participación             | Sin participación             |          |          |          |          |          |          |          |          |
| Panamá 1973       | Medalla de plata              | 2°                            | 6                             | 3                             | 1                             | 2                             | 11                            | 7                             | 4                             | Amateur                       | Amateur  | Amateur  | Amateur  | Amateur  | Amateur  | Amateur  | Amateur  | Amateur  |
| La Paz 1977       | Sin participación             | Sin participación             | Sin participación             | Sin participación             | Sin participación             | Sin participación             | Sin participación             | Sin participación             | Sin participación             | Sin participación             |          |          |          |          |          |          |          |          |
| Barquisimeto 1981 | Medalla de plata              | 2°                            | 3                             | 1                             | 1                             | 1                             | 5                             | 3                             | 2                             | Amateur                       | Amateur  | Amateur  | Amateur  | Amateur  | Amateur  | Amateur  | Amateur  | Amateur  |
| Ambato 1985       | Medalla de plata              | 2°                            | 4                             | 2                             | 2                             | 0                             | 5                             | 1                             | 4                             | Sub-20                        | Sub-20   | Sub-20   | Sub-20   | Sub-20   | Sub-20   | Sub-20   | Sub-20   | Sub-20   |
| Maracaibo 1989    | No hubo competición de fútbol | No hubo competición de fútbol | No hubo competición de fútbol | No hubo competición de fútbol | No hubo competición de fútbol | No hubo competición de fútbol | No hubo competición de fútbol | No hubo competición de fútbol | No hubo competición de fútbol | No hubo competición de fútbol |          |          |          |          |          |          |          |          |
| Santa Cruz 1993   | Medalla de plata              | 2°                            | 4                             | 2                             | 1                             | 1                             | 6                             | 3                             | 3                             | Sub-17                        | Sub-17   | Sub-17   | Sub-17   | Sub-17   | Sub-17   | Sub-17   | Sub-17   | Sub-17   |
| Arequipa 1997     | Medalla de oro                | 1°                            | 4                             | 3                             | 0                             | 1                             | 10                            | 5                             | 5                             | Sub-17                        | Sub-17   | Sub-17   | Sub-17   | Sub-17   | Sub-17   | Sub-17   | Sub-17   | Sub-17   |
| Ambato 2001       | Medalla de plata              | 2°                            | 4                             | 1                             | 3                             | 0                             | 4                             | 3                             | 1                             | Sub-18                        | Sub-18   | Sub-18   | Sub-18   | Sub-18   | Sub-18   | Sub-18   | Sub-18   | Sub-18   |
| Pereira 2005      | Medalla de oro                | 1°                            | 5                             | 5                             | 0                             | 0                             | 12                            | 0                             | 12                            | Sub-17                        | Sub-17   | Sub-17   | Sub-17   | Sub-17   | Sub-17   | Sub-17   | Sub-17   | Sub-17   |
| Sucre 2009        | Sin participación             | Sin participación             | Sin participación             | Sin participación             | Sin participación             | Sin participación             | Sin participación             | Sin participación             | Sin participación             | Sin participación             |          |          |          |          |          |          |          |          |
| Trujillo 2013     | Medalla de oro                | 1°                            | 4                             | 3                             | 1                             | 0                             | 11                            | 3                             | 8                             | Sub-18                        | Sub-18   | Sub-18   | Sub-18   | Sub-18   | Sub-18   | Sub-18   | Sub-18   | Sub-18   |
| Santa Marta 2017  | Medalla de oro                | 1°                            | 5                             | 2                             | 3                             | 0                             | 6                             | 3                             | 3                             | Sub-17                        | Sub-17   | Sub-17   | Sub-17   | Sub-17   | Sub-17   | Sub-17   | Sub-17   | Sub-17   |
| Total             | 12/16                         | 2°                            | 53                            | 29                            | 13                            | 11                            | 90                            | 48                            | 42                            | Amateur                       |          |          |          |          |          |          |          |          |

## Palmarés

### Torneos Oficiales Ciclo Olímpico
| Competición                   | Campeón                          | Subcampeón                             | Tercer lugar         | Cuarto lugar | Selección |
| ----------------------------- | -------------------------------- | -------------------------------------- | -------------------- | ------------ | --------- |
| Panamericanos                 |                                  | 1 (1971)                               | 1 (1995)             | 1 (2003)     | Amateur   |
| Sudamericanos                 | 3 (1994, 2010, 2014)             | 1 (1986)                               | 3 (1990, 2018, 2022) |              | Amateur   |
| Centroamericanos y del Caribe | 3 (1946, 2006, 2018)             |                                        | 2 (1938, 1954)       |              | Amateur   |
| Bolivarianos                  | 5 (1951, 1997, 2005, 2013, 2017) | 6 (1961, 1973, 1981, 1985, 1993, 2001) |                      | 1 (1938)     | Amateur   |